# Renato Pirocchi
Renato Pirocchi (Notaresco, 26 de março de 1933 – Chieti, 29 de julho de 2002) foi um automobilista italiano de Fórmula 1.
Sua única corrida na categoria foi o GP da Itália de 1961, pela Cooper. Completou a prova na 12ª (e última posição), a cinco voltas do vencedor, Phil Hill. Uma curiosidade é que ele correu com o carro de outro piloto, o também italiano Massimo Natili, que desistiu de correr a prova.
Pirocchi poderia também disputar o GP da Alemanha, mas acabou desistindo.[carece de fontes?]